# Movimento Rivoluzionario Liberale
Il Movimento Rivoluzionario Liberale (spagnolo Movimiento Revolucionario Liberal), abbreviato in MRL, fu un movimento e partito politico colombiano attivo fra il 1959 e il 1967 che si opponeva al Fronte Nazionale allora al governo.

## Storia
Fu fondato e guidato da Alfonso López Michelsen che diverrà più tardi presidente della Colombia. Raccolse a destra i liberali che cercavano un'alleanza con il Partito Comunista Colombiano (Partido Comunista Colombiano).. 
López si opponeva al Fronte Nazionale, alleanza fra i liberali del PLC e i conservatori del PCC, denunciando la loro ferrea presa del potere e difendendo le vittime del continuo stato di tensione conosciuto come La Violencia.
L'esito delle elezioni del 1960 e del 1962, nelle quali il MRL ottenne 33 deputati e 27 senatori, fecero emergere la crisi del Fronte Nazionale. Nonostante i  primi anni furono anni di successo, per le elezioni del 1964 il movimento si presentò diviso; una fazione ufficiale legalista che più avanti rientrerà nel partito liberale (PLC), un'altra fazione astensionista più incline e vicina alla sinistra e influenzata dalla rivoluzione cubana. Queste divisioni erano il segnale di una crisi interna al movimento.
Durante questi suoi anni di resistenza e opposizione López guidò coalizioni con gruppi e partiti di sinistra simpatizzando per la rivoluzione cubana. Il MRL seguiva un programma politico denominato SETT acronimo per salute, educazione, tetto (inteso per casa) e terra (Salud, Educación, Techo y Tierra). Il movimento cominciò a declinare nel 1966 quando la fazione dominante, quella legalista, fece un'alleanza con il partito liberale colombiano per poi confluirvi definitivamente. Dopo questa unione, avvenuta nel 1967, l'MRL fu sciolto. 
La fazione astensionista si unì all'Esercito di Liberazione Nazionale (ELN).